# François-Nicolas Longchamp
Pour les articles homonymes, voir Longchamp.
François-Nicolas Longchamp, né le 30 novembre 1763 à Bottens et mort le 27 mars 1809  à Bottens, originaire de Bottens et Malapalud, est un homme politique suisse.

## Biographie
François-Nicolas Longchamp est un homme du Gros-de-Vaud, propriétaire du château de Bottens et impliqué dans la politique vaudoise lors de la création du canton. En 1805, il est élu au Petit Conseil et possède la particularité d'avoir été le seul membre de confession catholique à l'exécutif vaudois jusqu'à l'élection de Charles Favre en 1994, lui aussi venant du Gros-de-Vaud.
En 1795, François-Nicolas Longchamp épouse Marie Marthe Nicod de Malapalud qui lui confère la bourgeoisie de la commune. De cette union, deux de ses enfants devinrent prêtre et l'un d'eux exerce son sacerdoce durant 62 ans à la paroisse de Bottens. François-Nicolas Longchamp est à l'origine de la loi entrée en vigueur en 1810 « sur l'exercice de l'une des deux Religions dans une commune où cette Religion n'est pas actuellement établie » permettant aux catholiques domiciliés hors du district du Gros-de-Vaud de pouvoir pratiquer leur culte légalement.